# Влодзімеж Цьолек
Влодзі́меж Цьо́лек (пол. Włodzimierz Ciołek; нар. 24 березня 1956, Валбжих, Польща) — польський футболіст та тренер, виступав на позиції нападника.

## Клубна кар'єра
професіональну футбольну кар'єру розпочав у 1977 році в клубі «Гурник» (Валбжих). У 1978 році перейшов до «Сталі» (Мелець). У команді провів п'ять сезонів, допоки в 1983 році не повернувся в «Гурник» (Валбжих). У сезоні 1983/94 років став найкращим бомбардиром Першої ліги. З 1987 по 1990 році виступав у швейцарському клубі «Гренхен», у футболці якого й завершив кар'єру футболіста.

## Кар'єра в збірній
У складі національної збірної Польщі дебютував 11 жовтня 1978 року в Бухаресті проти Румунії (0:1), востаннє футболку збірної одягав 4 вересня 1985 року в Брно проти Чехословаччини (1:2). Разом з польською «кадрою» виступав на чемпіонаті світу 1982 року в Іспанії. На цьому турнірі зіграв 4 з 7-и матчів збірної. У півфінальному поєдинку проти Італії вийшов у стартовому складі, ще в 3-х (СРСР, Бельгії та Перу) виходив на поле з лави для запасних. На турнірі поляки посіли третє місце.
У поєдинку проти Перу на 74-й хвилині Цьолек замінив Влодзімежа Смолярека (автора одного з голів), а вже на 76-й хвилині  відзначився голом у воротах перуанців (5:1).
Загалом у футболці збірної Польщі зіграв 29 матчів, в яких відзначився 4-а голами.

## Кар'єра тренера
На даний час Ціолек тренує юніорську групу в футбольному клубі «Гурник» (Валбжиг).

## Статистика виступів

### У збірній
| №   | Дата              | Місце                   | Суперник       | Результат | Змагання        | Грав   | Примітки |
| --- | ----------------- | ----------------------- | -------------- | --------- | --------------- | ------ | -------- |
| 1.  | 11 жовтня 1978    | Бухарест                | Румунія        | 0-1       | товариський     | 90'    |          |
| 2.  | 28 травня 1980    | Познань                 | Шотландія      | 1-0       | товариський     | з 69'  |          |
| 3.  | 22 червня 1980    | Варшава                 | Ірак           | 3-0       | товариський     | з 73'  |          |
| 4.  | 29 червня 1980    | Сан-Паулу               | Бразилія       | 1-1       | товариський     | з 78'  |          |
| 5.  | 2 липня 1980      | Санта-Крус-де-ла-Сьєрра | Болівія        | 1-0       | товариський     | 90'    |          |
| 6.  | 9 липня 1980      | Богота                  | Колумбія       | 4-1       | товариський     | до 45' |          |
| 7.  | 29 вересня 1980   | Хожув                   | Чехословаччина | 1-1       | товариський     | з 46'  |          |
| 8.  | 12 жовтня 1980    | Буенос-Айрес            | Аргентина      | 1-2       | товариський     | 90'    | Гол      |
| 9.  | 12 листопада 1980 | Барселона               | Іспанія        | 2-1       | товариський     | 90'    |          |
| 10. | 19 листопада 1980 | Краків                  | Алжир          | 5-1       | товариський     | 90'    | Гол      |
| 11. | 7 грудня 1980     | Валлетта                | Мальта         | 2-0       | квал. ЧС 1982   | 77'    |          |
| 12. | 25 березня 1981   | Бухарест                | Румунія        | 0-2       | товариський     | до 62' |          |
| 13. | 22 червня 1982    | Ла-Корунья              | Перу           | 5-1       | ЧС 1982         | з 74'  | Гол      |
| 14. | 28 червня 1982    | Барселона               | Бельгія        | 3-0       | ЧС 1982         | з 82'  |          |
| 15. | 4 липня 1982      | Барселона               | СРСР           | 0-0       | ЧС 1982         | з 51'  |          |
| 16. | 8 липня 1982      | Барселона               | Італія         | 0-2       | ЧС 1982         | до 45' |          |
| 17. | 31 серпня 1982    | Париж                   | Франція        | 4-0       | товариський     | 90'    |          |
| 18. | 8 вересня 1982    | Куопіо                  | Фінляндія      | 3-2       | квал. Євро 1984 | 90'    |          |
| 19. | 23 березня 1983   | Лодзь                   | Болгарія       | 3-1       | товариський     | до 79' |          |
| 20. | 17 квітня 1983    | Варшава                 | Фінляндія      | 1-1       | квал. Євро 1984 | до 64' |          |
| 21. | 7 вересня 1983    | Краків                  | Румунія        | 2-2       | товариський     | 90'    | Гол      |
| 22. | 28 жовтня 1983    | Вроцлав                 | Португалія     | 0-1       | квал. Євро 1984 | 90'    |          |
| 23. | 11 січня 1984     | Калькутта               | Індія          | 2-1       | товариський     | 90'    |          |
| 24. | 15 січня 1984     | Калькутта               | КНР            | 1-0       | товариський     | 90'    |          |
| 25. | 17 січня 1984     | Калькутта               | Аргентина      | 1-1       | товариський     | 90'    |          |
| 26. | 27 січня 1984     | Калькутта               | КНР            | 1-0       | товариський     | 90'    |          |
| 27. | 27 березня 1984   | Цюрих                   | Швейцарія      | 1-1       | товариський     | до 67' |          |
| 28. | 17 квітня 1984    | Варшава                 | Бельгія        | 0-1       | товариський     | 90'    |          |
| 29. | 4 вересня 1985    | Брно                    | Чехословаччина | 1-3       | товариський     | 90'    | кап.     |

## Досягнення

### Командні
«Сталь»
- Перша ліга Польщі
  -  Бронзовий призер (1): 1978/79

збірна Польщі
- Чемпіонат світу
  -  Бронзовий призер (1): 1982

### Особисті
- Найкращий бомбардир чемпіонату Польщі (1): 1983/84